# Adele Goldstine
Adele Goldstine (Apellido original Katz, Nueva York, 21 de diciembre de 1920 - noviembre de 1964), fue una matemática y programadora de computadoras estadounidense.

## Primeros años y Estudios
Estudió en el Hunter College High School de Nueva York, luego realizó sus estudios de grado en la Hunter College en el área de las matemáticas, para luego continuar sus estudios en la Universidad de Míchigan, donde realizó el master en Matemáticas. En Míchigan conoció a Herman Goldstine, con quien trabajaría durante la construcción de la ENIAC. Se casaron en 1941.

## Carrera profesional
Comenzó su carrera como profesora de matemática para las mujeres computadoras de la Moore School of Electrical Engineering.

### ENIAC
Se convirtió en la primera programadora de la ENIAC, para luego liderar y formar el equipo de programadoras pioneras actualmente conocidas como Las mujeres ENIAC., un equipo especialista en software gracias al cual, aquel montón de relés y cables pudo cumplir su cometido. Este grupo de seis mujeres estaba formado por Jean Jennings Bartik, Betty Snyder Holberton, Ruth Lichterman Teitelbaum, Kathleen McNulty Mauchly Antonelli, Frances Bilas Spence y Marlyn Wescoff Meltzer. Se convirtió en una auténtica programadora especialista en lenguaje máquina y fue la primera en documentar un manual técnico de computación con la ENIAC.
En 1946, Goldstine participó en sesiones de programación con Bartik y Dick Clippinger y fue contratada para ayudar a implementar Clippinger's stored program en ENIAC.

### Durante la posguerra
Después de la guerra, Goldstine continuó su trabajo de programación con von Neumann en Los Alamos National Laboratory. Donde ideó problemas para procesar ENIAC.

## Vida personal
Tuvo dos hijos nacidos en 1952 y 1959. En 1962 se le diagnosticó cáncer y falleció dos años más tarde con 43 años.